# Municipio de Wapsinonoc
El municipio de Wapsinonoc (en inglés: Wapsinonoc Township) es un municipio ubicado en el condado de Muscatine en el estado estadounidense de Iowa. En el año 2010 tenía una población de 4528 habitantes y una densidad poblacional de 40,96 personas por km².

## Geografía
El municipio de Wapsinonoc se encuentra ubicado en las coordenadas 41°33′19″N 91°17′51″O / 41.55528, -91.29750. Según la Oficina del Censo de los Estados Unidos, el municipio tiene una superficie total de 110.54 km², de la cual 110,41 km² corresponden a tierra firme y (0,12 %) 0,13 km² es agua.

## Demografía
Según el censo de 2010, había 4528 personas residiendo en el municipio de Wapsinonoc. La densidad de población era de 40,96 hab./km². De los 4528 habitantes, el municipio de Wapsinonoc estaba compuesto por el 75,29 % blancos, el 0,35 % eran afroamericanos, el 0,07 % eran amerindios, el 1,79 % eran asiáticos, el 19,7 % eran de otras razas y el 2,8 % eran de una mezcla de razas. Del total de la población el 43,97 % eran hispanos o latinos de cualquier raza.